# Notiothops cekalovici
Notiothops cekalovici is een spinnensoort uit de familie Palpimanidae. De soort komt voor in Chili.